# 圣胡安百年纪念体育场
圣胡安百年纪念体育场是位于阿根廷圣胡安的一座多功能体育场。 它主要用于足球比赛，并主办圣胡安圣马丁的主场比赛以及曾经主办过2011年美洲杯的比赛。该体育场可容纳25286名观众，建造费用为8600万阿根廷比索。
圣胡安百年纪念体育场原定于2010年5月开幕，以纪念五月革命200周年。 然而，工程延误让体育场拖延至2011年3月16日才开幕。体育场的第一场比赛是阿根廷对阵委内瑞拉，阿根廷最终以4-1的比分获胜。 同一年，该体育场也承办了2011年美洲杯的小组赛和八强赛。
在2012年和2014年，圣胡安百年纪念体育场举办了阿根廷杯决赛。
圣胡安百年纪念体育场是2013年南美青年锦标赛的两座比赛场馆之一，并在小组赛阶段承办了B组所有的足球赛事。
在2018年，它再次承办了阿根廷国家足球队的比赛，在这场对阵哥伦比亚的世界杯预选赛中，阿根廷以3-0获胜。